# Mount Barker, South Australia
Mount Barker (engelska: Mt Barker) är en ort i Australien. Den ligger i kommunen Mount Barker och delstaten South Australia, omkring 29 kilometer sydost om delstatshuvudstaden Adelaide. Antalet invånare är 8 357.
Mount Barker är det största samhället i trakten. 
Trakten runt Mount Barker består till största delen av jordbruksmark. Runt Mount Barker är det glesbefolkat, med 14 invånare per kvadratkilometer. Genomsnittlig årsnederbörd är 729 millimeter. Den regnigaste månaden är juni, med i genomsnitt 133 mm nederbörd, och den torraste är december, med 21 mm nederbörd.